# National Airways Cameroon
National Airways Cameroon, o Nacam, fue una aerolínea con base en Yaundé, Camerún. Operó vuelos de cabotaje regulares. Fue fundada en noviembre de 1999 y comenzó a volar el 21 de febrero de 2000. Cesó operaciones en 2009.

## Flota
La flota de National Airways Cameroon incluyó los siguientes aviones (a 29 de septiembre de 2008):
- 2 Boeing 737-200